# Kandidatstipendium
Et kandidatstipendium eller kandidatstipendie er et dansk stipendium, der tildeles en person med mindst to års erhvervserfaring, for at han eller hun kan få økonomisk mulighed for at erhverve sig en ph.d.-grad og dermed kvalificere sig til en fast forskerstilling. Stipendiet har fra ½ til 2½ års varighed. Det er en forudsætning, at personen har faglige kvalifikationer, der giver mindst ½ års merit på ph.d.-studiet.
Indtil 1993, hvor den moderne danske ph.d.-uddannelse blev indført, var kandidatstipendiet et treårigt forløb, som kunne lede frem til en licentiatgrad, og hvor der ikke var noget krav om forudgående erhvervserfaring. Ordet kandidatstipendium er kendt i Danmark fra 1955.
En person, der oppebærer et kandidatstipendium, kaldes en kandidatstipendiat. Dette ord er kendt i Danmark fra 1961.